# Maurice Smith
Maurice L. Smith (Seattle, 13 de dezembro de 1961) é um ex-lutador de artes marciais mistas (MMA) e ex-kickboxer estadunidense, pugilista e campeão do peso-pesado do UFC.

## Biografia

### Carreira no Kickboxing
Smith venceu seu primeiro título no kickboxing profissional em 1983 pelo World Kickboxing Council ao derrotar o campeão meio-pesado Tony Morelli por nocaute no sétimo round. No fim do ano, ele ganhou o Título Peso Pesado do World Kickboxing Association de Travis Everett com um nocaute por chutes nas pernas. Smith então ficou dez anos seguidos sem ser derrotado.
Ele também tem uma vitória notável em 1991 sobre Stan Longinidis que na época, liderava os rankings e considerado um dos melhores até então. Maurice venceu a luta de 12 round por decisão dividida após sofrer de um knockdown no primeiro round de Stan e sobreviver um ataque no começo.
Em 1993, Smith foi convidado para o K-1 Grand Prix '93 junto com os sete melhores kickboxers no peso meio pesado e peso pesado. Smith venceu sua primeira luta derrotando o japonês Toshiyuki Atokawa nas quartas de final por decisão unânime. Na semifinal ele enfrentou o holandês e futura lenda do K-1, Ernesto Hoost, onde após uma dura batalha Smith foi nocauteado com um chute na cabeça no último round, terminando o torneio para Smith.

### Carreira no MMA
Após um tempo nas promoções japonesas Pancrase e RINGS, acumulando um recorde de 4-7, Smith entrou para o Battlecade Extreme Fighting em 1996 para lutar contra o Campeão Peso Pesado Marcus "Conan" Silvira. Durante a luta Maurice mostrou um excelente uso do sprawl, bloqueando as tentativas de quedas do lutador de Jiu Jitsu Brasileiro. Smith então nocauteou Conan no terceiro round com um chute na cabeça. Ao fazer isso, ele se tornou o Campeão do Extreme Fighting Heavyweight e se tornou o primeiro striker legítimo a ganhar em um grande evento de MMA.
Ele então defendeu seu título no quarto show contra o judoca Kazunari Murakami com um nocaute no primeiro round. Após a vitória, a empresa fechou e Maurice assinou com a maior organização de MMA dos Estados Unidos, o UFC.
Smith desenvolveu um relacionamento próximo com Frank Shamrock, que ele conheceu enquanto treinava na Lion's Den. Shamrock e Smith trabalharam em sinergia; Shamrock, um especialista em finalizações, melhorou bastante o jogo de chão de Smith, enquanto Smith, em troca, melhorou o jogo em pé de Shamrock. Smith e Shamrock eventualmente formaram sua própria academia de MMA, chamada Alliance.
Em UFC 14 em 27 de Julho de 1997, Smith enfrentou o Campeão Peso Pesado do UFC Mark Coleman em uma luta pelo título. Smith era considerado como um grande azarão para a luta, mas chocou o mundo do MMA com uma vitória por decisão unânime, ganhando o Título Peso Pesado do UFC. Com essa vitória, Smith se tornou o primeiro striker a sobreviver o ataque de um wrestler de nível mundial. Ele então defendeu seu cinturão com sucesso contra David "Tank" Abbott, vencendo com chutes nas pernas, antes de perder seu cinturão para a lenda do MMA Randy Couture por decisão majoritária, em uma luta apertada.

### Retorno ao MMA
Em 19 de Maio de 2007 Maurice Smith fez sua primeira luta no MMA em sete anos quando derrotou Marco Ruas por nocaute técnico em um evento do International Fight League em Chicago. Em 23 de Fevereiro de 2008 no Strikeforce: At The Dome, ocorrido em Tacoma (Washington), Smith derrotou o kickboxer Rick Roufus, que fazia sua estreia no MMA, por finalização aos 1:53 do primeiro round.
Maurice Smith foi técnico da Seattle Tiger Sharks do International Fight League de 2006 a 2007. Ele atualmente está associado a Team Alliance.[carece de fontes?]
Smith retornou ao MMA em 30 de Março de 2012 no segundo card do Resurrection Fighting Alliance (RFA) contra Jorge Cordoba, sua primeira luta na carreira como peso meio pesado. Após passar os primeiros dois rounds acertando golpes em Cordoba, Maurice finalizou a luta por nocaute com um chute na cabeça. Ele era esperado para enfrentar Ryan Lopez em 30 de Junho de 2012 no RFA 3. Semanas antes da luta, no entanto, Lopez foi forçado a se retirar da luta com uma doença não especializada. Essa seria a segunda luta da carreira de Smith no peso meio pesado.
Smith retornou ao peso-pesado e perdeu por decisão unânime para Matt Kovacs no Cage Warrior Combat 9 em 2 de Novembro de 2013.

## Títulos

### Kickboxing
- K-1
  - Vencedor do K-1 World Grand Prix Preliminary USA (2001)
  - Semifinalista do Torneio do K-1 World Grand Prix '93
- International Sport Karate Association
  - Campeão Peso Pesado Mundial de Muay Thai da I.S.K.A. (1996)
- World Kickboxing Association
  - Campeão Peso Pesado Mundial de Kickboxin da W.K.A. (1983)
- Outros
  - Campeão Meio Pesado Mundial do W.K.C. (1983)

### Artes Marciais Mistas
- Ultimate Fighting Championship
  - Campeão Peso Pesado do UFC (Uma vez)
  - Uma defesa de título com sucesso
  - Primeiro lutador a defender o Título do UFC
- Extreme Fighting
  - Título Peso Pesado do Extreme Fighting 3
  - Título Peso Pesado do Extreme Fighting 4
- Wrestling Observer Newsletter
  - Lutador Mais Notável de 1997
  - Luta do Ano de 1997 vs. Mark Coleman em 27 de Julho
- Black Belt Magazine
  - Lutador Full-Contact do Ano de 2001

## Cartel no MMA
| Cartel no MMA   |             |             |
| 28 lutas        | 14 vitórias | 14 derrotas |
| Por nocaute     | 8           | 0           |
| Por finalização | 3           | 8           |
| Por decisão     | 3           | 4           |
| Desconhecido    | 0           | 2           |

| Res.    | Cartel | Oponente           | Método                                      | Evento                                              | Data       | Round | Tempo | Local                      | Notas                                                     |
| ------- | ------ | ------------------ | ------------------------------------------- | --------------------------------------------------- | ---------- | ----- | ----- | -------------------------- | --------------------------------------------------------- |
| Derrota | 14–14  | Matt Kovacs        | Decisão (unânime)                           | CWC 9 - Cage Warrior Combat 9                       | 02/11/2013 | 3     | 5:00  | Kent, Washington           | Retornou à divisão dos Pesados.                           |
| Vitória | 14–13  | Jorge Cordoba      | KO (chute na cabeça)                        | RFA 2 - Yvel vs. Alexander                          | 30/03/2012 | 3     | 2:05  | Kearney, Nebraska          | Desceu para os Meio Pesados.                              |
| Derrota | 13–13  | Hidehiko Yoshida   | Finalização (cobra choke)                   | Sengoku 3                                           | 08/06/2008 | 1     | 2:23  | Saitama                    |                                                           |
| Vitória | 13–12  | Rick Roufus        | Finalização (chave de braço)                | Strikeforce: At The Dome                            | 23/02/2008 | 1     | 1:53  | Tacoma, Washington         |                                                           |
| Vitória | 12–12  | Marco Ruas         | TKO (interrupção do córner)                 | IFL: Chicago                                        | 19/05/2007 | 4     | 3:43  | Chicago, Illinois          |                                                           |
| Derrota | 11–12  | Renato Sobral      | Decisão (unânime)                           | UFC 28                                              | 17/11/2000 | 3     | 5:00  | Atlantic City, New Jersey  |                                                           |
| Vitória | 11–11  | Bobby Hoffman      | Decisão (majoritária)                       | UFC 27                                              | 22/09/2000 | 3     | 5:00  | New Orleans, Louisiana     |                                                           |
| Derrota | 10–11  | Renzo Gracie       | Finalização (chave de braço)                | Rings: King of Kings 1999 Block B                   | 22/12/1999 | 1     | 0:50  | Tóquio                     |                                                           |
| Vitória | 10–10  | Branden Lee Hinkle | Decisão (majoritária)                       | Rings: King of Kings 1999 Block B                   | 22/12/1999 | 2     | 5:00  | Tóquio                     |                                                           |
| Derrota | 9–10   | Marcus Silveira    | Finalização (triângulo de braço)            | WEF 7 - Stomp in the Swamp                          | 09/10/1999 | 2     | 2:48  | Kenner, Louisiana          |                                                           |
| Vitória | 9–9    | Branko Cikatić     | Finalização (estrangulamento com antebraço) | Pride 7                                             | 12/09/1999 | 1     | 7:33  | Yokohama                   |                                                           |
| Vitória | 8–9    | Marco Ruas         | TKO (interrupção do córner)                 | UFC 21                                              | 16/07/1999 | 1     | 5:00  | Cedar Rapids, Iowa         |                                                           |
| Derrota | 7–9    | Kevin Randleman    | Decisão (unânime)                           | UFC 19                                              | 05/03/1999 | 1     | 15:00 | Bay St. Louis, Mississippi |                                                           |
| Derrota | 7–8    | Randy Couture      | Decisão (majoritária)                       | UFC Japão                                           | 21/12/1997 | 1     | 21:00 | Yokohama                   | Perdeu o Cinturão Peso Pesado do UFC.                     |
| Vitória | 7–7    | Tank Abbott        | Finalização (exaustão)                      | UFC 15                                              | 17/10/1997 | 1     | 8:08  | Bay St. Louis, Mississippi | Defendeu o Cinturão Peso Pesado do UFC.                   |
| Vitória | 6–7    | Mark Coleman       | Decisão (unânime)                           | UFC 14                                              | 27/07/1997 | 1     | 21:00 | Birmingham, Alabama        | Ganhou o Cinturão Peso Pesado do UFC; Luta do Ano (1997). |
| Vitória | 5–7    | Kazunari Murakami  | KO (soco)                                   | Extreme Fighting 4                                  | 28/03/1997 | 1     | 4:23  | Des Moines, Iowa           | Defendeu o Título Peso Pesado do Extreme Fighting.        |
| Derrota | 4–7    | Akira Maeda        | N/A                                         | Rings - Budokan Hall 1997                           | 22/01/1997 | N/A   | N/A   | Tóquio                     |                                                           |
| Vitória | 4–6    | Marcus Silveira    | TKO (chute na cabeça)                       | Extreme Fighting 3                                  | 18/10/1996 | 3     | 1:36  | Tulsa, Oklahoma            | Ganhou o Título Peso Pesado do Extreme Fighting.          |
| Derrota | 3–6    | Kiyoshi Tamura     | Finalização (chave de braço)                | Rings - Maelstrom 6                                 | 24/08/1996 | 1     | 10:58 | Tóquio                     |                                                           |
| Derrota | 3–5    | Tsuyoshi Kohsaka   | N/A                                         | Rings - Budokan Hall 1996                           | 24/01/1996 | N/A   | N/A   | Tóquio                     |                                                           |
| Derrota | 3–4    | Bas Rutten         | Finalização (mata leão)                     | Pancrase - Eyes Of Beast 6                          | 04/11/1995 | 1     | 4:34  | Yokohama                   |                                                           |
| Vitória | 3–3    | Manabu Yamada      | KO (soco)                                   | Pancrase: 1995 Anniversary Show                     | 01/09/1995 | 2     | 1:46  | Tóquio                     |                                                           |
| Derrota | 2–3    | Bas Rutten         | Finalização (chave de joelho)               | Pancrase - Eyes Of Beast 4                          | 13/05/1995 | 1     | 2:10  | Chiba                      |                                                           |
| Derrota | 2–2    | Ken Shamrock       | Finalização (triângulo de braço)            | Pancrase: King of Pancrase Tournament Opening Round | 16/12/1994 | 1     | 4:23  | Tóquio                     |                                                           |
| Vitória | 2–1    | Takaku Fuke        | KO (joelhada)                               | Pancrase: King of Pancrase Tournament Opening Round | 16/12/1994 | 1     | 2:48  | Tóquio                     |                                                           |
| Derrota | 1–1    | Minoru Suzuki      | Finalização (chave de braço)                | Pancrase - Pancrash! 1                              | 31/05/1994 | 3     | 0:36  | Tóquio                     |                                                           |
| Vitória | 1–0    | Minoru Suzuki      | KO (soco)                                   | Pancrase - Yes, We are Hybrid Wrestlers 3           | 08/11/1993 | 3     | 0:52  | Tóquio                     |                                                           |